# ユスラ・マルディニ
ユスラ・マルディニ（Yusra Mardini、1998年3月5日 - ）は、シリアの競泳選手。シリア内戦により難民となり、現在はドイツのベルリンに在住している。オリンピックの難民選手団の一員として2016年リオデジャネイロオリンピック、2020年東京オリンピックの競泳女子100mバタフライに出場。

## 経歴
ダマスカスで育ち、シリアオリンピック委員会のサポートの下に競泳選手として頭角を現した。2012年12月にトルコのイスタンブールで開催された世界短水路選手権の200m個人メドレー、200m自由形および400m自由形種目に出場した。
ユスラの住居はシリア内戦により破壊され、2015年8月にユスラと実姉のサラはシリアを脱出することを決断した。二人はレバノンを経てトルコに達し、密航業者が用意したボートに他の密航者とともに乗船した。このボートは通常6-7人乗りだが、18人もの密航者が乗りギリシャに向けて出航したが、わずか15分でエンジンが停止しエーゲ海上で水没し始めた。18人中泳げるのは、ユスラと同じく競泳選手であったサラを含めても4人しかいなかったが、4人は海に飛び込んでボートを押し始め、4時間をかけてようやくレスボス島に到着した。二人はギリシャからヨーロッパ各国を経由してドイツに入り、同年9月にベルリンに住まいを得た。後にユスラとサラの両親もシリアを脱出して、ドイツ国内に居住している。
ユスラはオリンピック出場を夢見てベルリン市シュパンダウ区にある水泳クラブでトレーニングを再開した。出場を目指した種目は200m自由形である。この段階では2016年リオデジャネイロオリンピック出場は未定であったが、国際オリンピック委員会で議論された。同委員会のトーマス・バッハ会長は難民となったアスリートたちについて「戦争や暴力を逃れるためであっても、夢を実現してやらねばなるまい」と発言した。
2016年6月、ユスラは難民アスリートによる2016年リオデジャネイロオリンピックの難民選手団の一員に選出され、オリンピック出場が決定した。迎えたオリンピックでは100mバタフライに出場。予選1組で1分09秒21をマークして5人中トップとなったが、他の組の泳者は1分以内で泳ぎ切り全体では41位となった。
2017年、国連難民高等弁務官事務所（UNHCR）親善大使となる。
2021年7月から開催された2020年東京オリンピックにも難民選手団として参加し、開会式では同選手団の旗手を務めた。

## 日本語訳
- 『バタフライ　17歳のシリア難民少女がリオ五輪で泳ぐまで』 ISBN 4022516216
ジョジー・ルブロンド共著、土屋京子訳、朝日新聞出版、2019年7月

## 日本メディアによる紹介
- ウェークアップ!ぷらす 2016年7月30日オンエア[8]